# Asien-Meisterschaften im BMX-Freestyle
Die Asien-Meisterschaften im BMX-Freestyle wurden bislang zweimal unter der Ägide des Asiatischen Radsportverbands ACC ausgerichtet. Sie bestehen aus Wettkämpfen in der olympischen Freestyle-Variante Park sowie der nicht-olympischen Variante Flatland.

## Geschichte
Nachdem BMX-Freestyle für die Olympischen Sommerspiele 2020 erstmals ins Programm genommen worden war, schuf der Radsport-Weltverband UCI ein Qualifikationsranking, in das auch die Ergebnisse kontinentaler Meisterschaften einfließen konnten. Die ACC veranstaltete daraufhin die so genannten Asian Urban Cycling Championships, die nach dem Vorbild der Urban-Cycling-Weltmeisterschaften  Wettkämpfe im BMX-Freestyle, Trial und Cross-Country Eliminator umfassten. Diese fanden Ende Oktober 2019 in Jakarta statt.
Das Urban-Cycling-Format wurde in dieser Form nicht wiederholt. 2023 fanden die Kontinentalmeisterschaften im BMX-Freestyle erneut statt, diesmal zusammen mit denen für BMX-Rennsport im philippinischen Tagaytay. Auch diesmal spielte die Qualifikation für die Olympischen Spiele eine Rolle.

## Austragungsorte
- 2019:  Jakarta (26.–27. Oktober)
- 2023:  Tagaytay (15. Juli)

## Ergebnisse

### Männer Park
| Jahr | Erster        | Zweiter       | Dritter      |
| ---- | ------------- | ------------- | ------------ |
| 2019 | Rimu Nakamura | Toshio Takagi | Lee Ji-ho    |
| 2023 | Rimu Nakamura | Joji Mizogaki | Sha Xiaolong |

### Frauen Park
| Jahr | Erste       | Zweite    | Dritte     |
| ---- | ----------- | --------- | ---------- |
| 2019 | Minato Oike | Ge Hui    | Ou Xianfen |
| 2023 | Deng Yawen  | Zhen Qian | Nene Naito |

### Männer Flatland
| Jahr | Erster      | Zweiter        | Dritter           |
| ---- | ----------- | -------------- | ----------------- |
| 2019 | Moto Sasaki | Takahiro Ikeda | Januar Susanto    |
| 2023 | Moto Sasaki | Masato Ito     | Pakphum Poosa-Art |

### Frauen Flatland
| Jahr | Erste            | Zweite                                 | Dritte                                 |
| ---- | ---------------- | -------------------------------------- | -------------------------------------- |
| 2019 | Misaki Katagiri  | mangels Teilnehmerinnen nicht vergeben | mangels Teilnehmerinnen nicht vergeben |
| 2023 | Sakura Kawaguchi | Kirara Nakagawa                        | Sudarat Suvanich                       |